# 山田揆一
山田 揆一（やまだ きいち、嘉永元年12月27日（1849年1月21日） - 大正12年（1923年）1月5日）は、大正時代に仙台市長を務めた人物である。

## 略歴
陸奥国一関（現在の岩手県）に、藩士・櫻岡頼純の4子として生まれた。官吏となり、宮城県収税長、熊本県税務管理局長・司税官、宮城県書記官、北海道内務部長などを歴任の後、1915年（大正4年）から1919年（大正8年）まで、仙台市長を務めた。
仙台市青葉区にある宮城県知事公館の土地・建物は、もともと伊達家家臣の邸宅だったものであるが、明治維新後の1868年（明治元年）、山田が購入した。また、山田は1917年（大正6年）、仙台に関する総覧『仙台叢書』の別冊、『仙台物産沿革』を編集した。

## 栄典
位階
- 1909年（明治42年）7月10日 - 従四位[7]

勲章
- 1902年（明治35年）12月28日 - 勲四等旭日小綬章[8]